# Service national des pensions de Corée
Le Service national des pensions de Corée ou KNPS (en coréen : 국민연금공단) est un fonds de pension public de Corée du Sud. C'est le troisième plus grand au monde, avec six cents milliards de dollars d'actifs, et le plus gros investisseur en Corée du Sud.
Le 30 janvier 2017, un bureau du KNPS est ouvert dans le One Vanderbilt à New York.
Le KNPS est notamment l'un des principaux actionnaires de Samsung Electronics, Samsung Engineering, Samsung Heavy Industries, LG Group, Hyundai, Seoul Broadcasting System et Samsung Life.